# Załoga (feudalizm)
Załoga – dobrowolna należność ze strony pana feudalnego na rzecz gospodarstwa chłopskiego, pozwalająca chłopu zacząć gospodarowanie.
Chłop dostający do uprawy ziemię na prawie lassyckim (przybysz lub własny chłop, któremu objęcie gospodarstwa pan mógł nakazać, gdy ten skończył 24 lata) dostawał od feudała inwentarz żywy oraz martwy w ilości niezbędnej do prowadzenia gospodarstwa i umożliwiający wywiązywanie się z pańszczyzny wobec właściciela ziemskiego (tj. załogę).
Jeśli dostawał gospodarstwo kmiece (decydowała wielkość gospodarstwa i rodzaj pańszczyzny przypisany do tego gospodarstwa), to na wyposażenie mógł dostać np. konia. Krowa (woły), pług, brony itp. standardowo wchodziły na wyposażenie załogi. Ważnym elementem załogi było zboże w ilości potrzebnej pod zasiew. Małe gospodarstwa, np. chałupnicze, mogły niczego nie dostawać.
Wyposażenie w załogę było aktem zwyczajowym, a nie obowiązkiem pana, stąd feudałowie wywiązywali się z niego w różnym stopniu. Bywało, że wyposażenie uzupełniano, bowiem utrzymanie go było w interesie pana, jednak najczęściej pan sprawy pozostawiał własnemu biegowi i chłopa wymieniał. Dlatego pełniejsze wyposażenie w załogę następowało przy pierwszym osadzeniu. Później o całość wyposażenia musiał dbać chłop i w pełnym składzie miał je przekazywać swoim następcom. Żywa część inwentarza  mogła się mnożyć i ta (ponad stan załogi) była własnością chłopa. W razie rekwizycji, niezawinionego padnięcia któregoś ze zwierząt, chłop mógł liczyć na uzupełnienie braków, ale to zależało od woli pana i jego uznania, że przyczyny straty były niezawinione przez chłopa. Przyjęcie załogi oznaczało, że chłop z dziedzicznego posiadacza zależnego stawał się lassytą.
Załoga jako zwyczaj pojawiła się po wojnie trzydziestoletniej i praktykowana była zapewne do czasów reformy Steina. Orzechowski zwyczaj ten udokumentował ze Śląska, co nie znaczy, że nie występował on w innych regionach.